# Edificio Dreyfus
El Edificio Dreyfus es un edificio de oficinas de estilo academicista francés, ubicado en la Avenida Corrientes, entre la Avenida Leandro N. Alem y la calle 25 de Mayo, en el centro de la ciudad de Buenos Aires, Argentina. Fue construido hacia 1923 para alojar la firma cerealera Louis Dreyfus, y actualmente pertenece a la inmobiliaria Neuss S.A., que se encargó de reacondicionarlo en 2007.

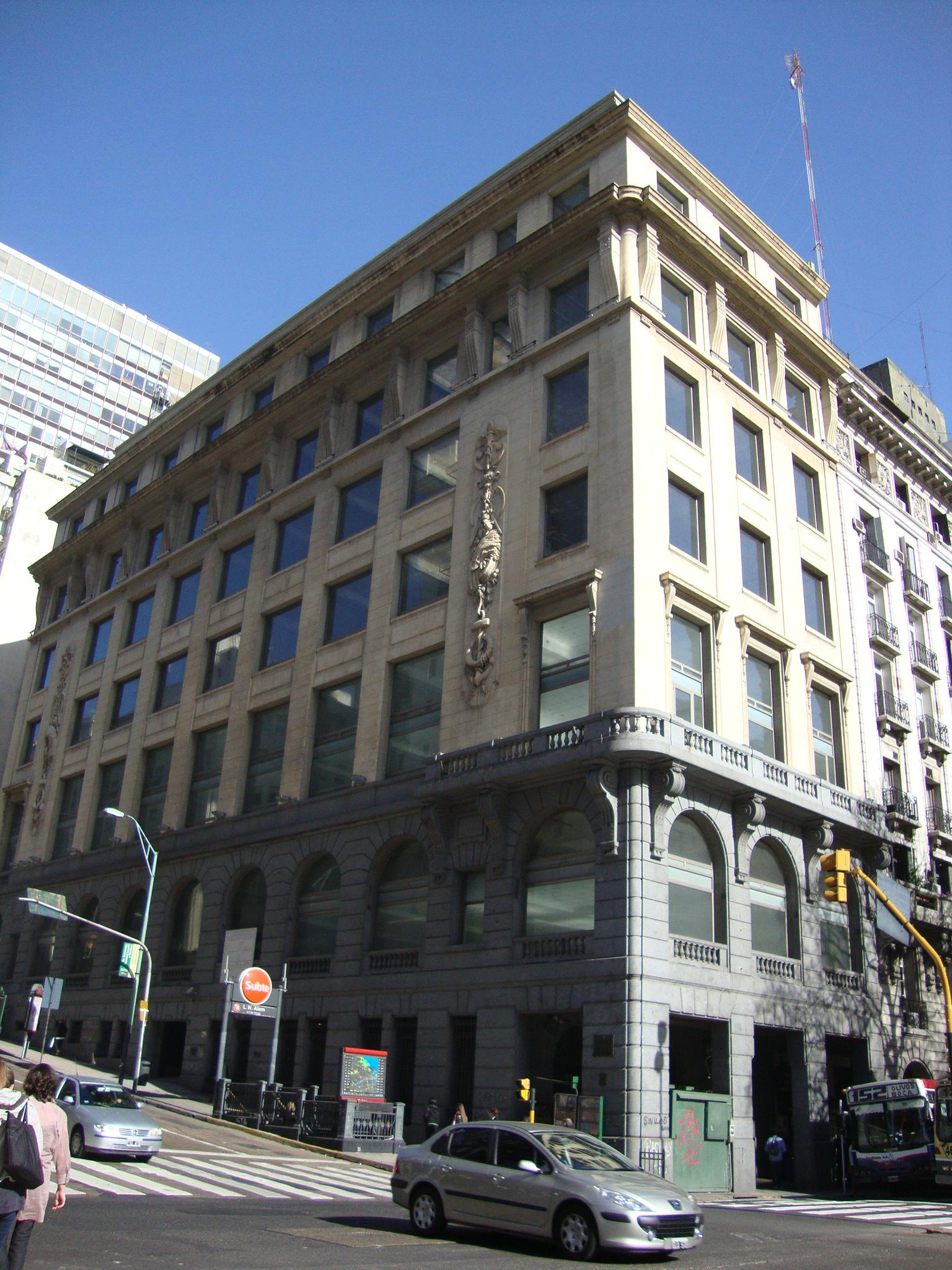
Visto desde la Av. Alem

El edificio fue proyectado por los arquitectos franceses Paul H. Nénot, Pablo Pater y Eugenio Gantner hacia 1921, para la firma cerealera de Louis Dreyfus. Tiene 7 plantas: una planta baja que, por la pendiente de la Av. Corrientes, es de doble altura hacia la Av. Alem, y una hacia la calle 25 de Mayo; y seis pisos, de los cuales el último fue ampliado hacia 1984. La entrada principal se encuentra en la esquina de 25 de Mayo, desde la cual se accede a la escalera principal de mármol con barandas de bronce y ascensores. Desde la puerta bajo la recova de la Av. Alem se accede a lo que se concibió como sección de recepción de pedidos y de servicios. En el primer piso se ubicó la sala de conferencias y, en el extremo de Alem, la sala de reuniones de los directivos, la cual da a un balcón con balaustres. Los dos primeros subsuelos se han reformado como cocheras, y el tercero es la sala de máquinas.
Fue construido sobre la nueva línea municipal de edificación que contemplaba el ensanche de la calle Corrientes para transformarla en la avenida que es actualmente. La fachada del edificio es sencilla y posee como característica distintiva dos grandes ornamentos de forma oval que incluyen un ancla y salvavidas, cereales, frutas y verduras y un par de alas, refiriéndose al área a la cual se dedica Dreyfus, al aire y al agua. El basamento posee un revestimiento de granito gris martelinado. Hacia el remate original de la esquina de 25 de mayo, se pueden observar las siglas de Louis Dreyfus.
El edificio fue adquirido por la inmobiliaria Neuss S.A. hacia el año 2005, y esta inició trabajos de restauración y refacción de las instalaciones para adecuarlas a las necesidades de alquiler de oficinas. Las obras estuvieron a cargo de los arquitectos Mario Locatelli e Iván Robredo. La empresa constructora Obras y Sistemas SRL fue la contratista global de la obra. 